# Synagoge (Porasawa)

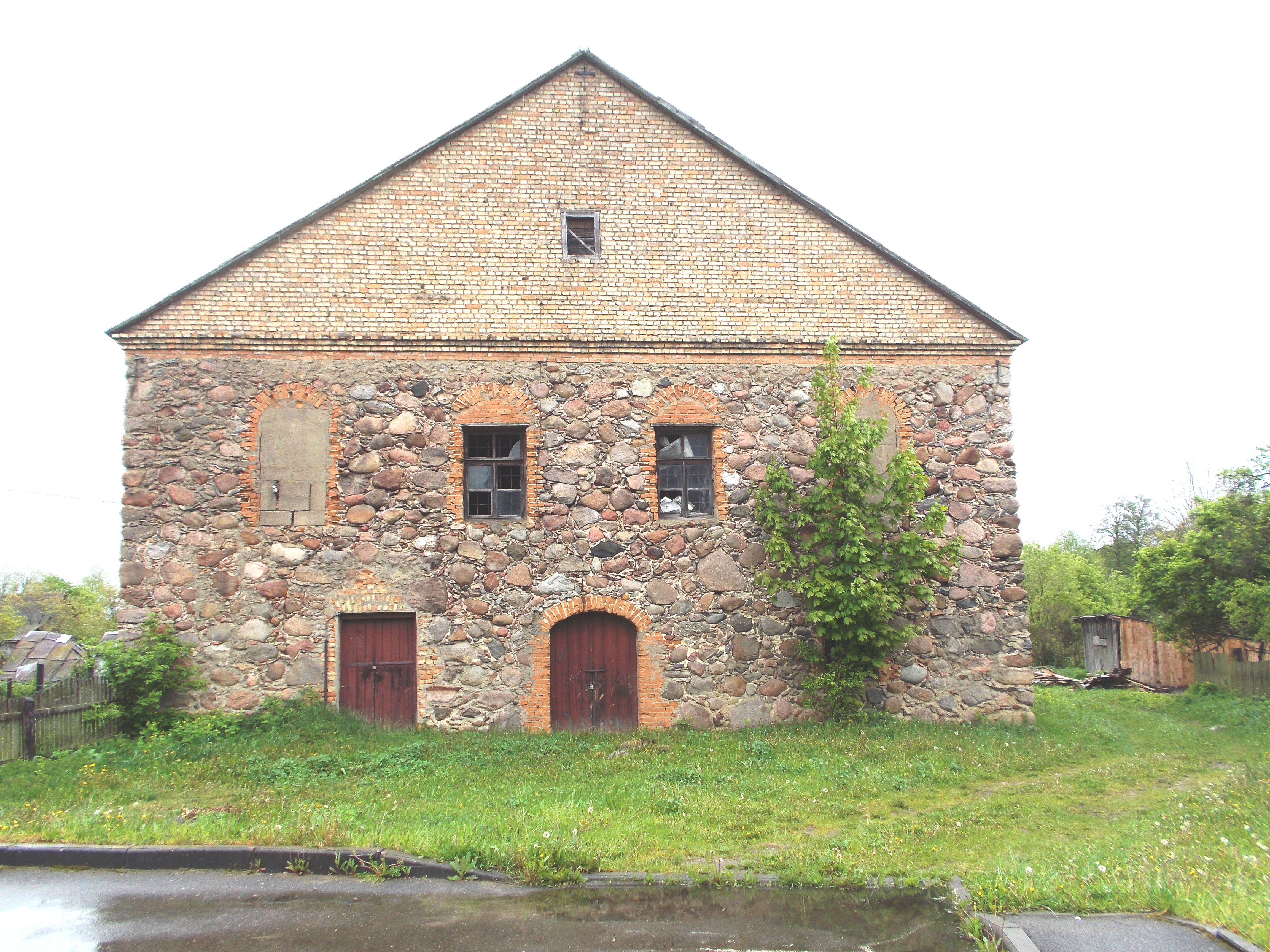
Synagoge in Porasawa (2014)

Die Synagoge in Porasawa (belarussisch Поразава), einem Ort in der Hrodsenskaja Woblasz im Norden von Belarus, wurde in der ersten Hälfte des 19. Jahrhunderts errichtet. Sie wurde nach dem Zweiten Weltkrieg zweckentfremdet.

## Geschichte
Die Synagoge vermutlich 1825 errichtet. Durch Brände im 19. Jahrhundert wurde sie mehrmals beschädigt und danach immer wieder restauriert. Im Zweiten Weltkrieg wurde sie ebenfalls beschädigt, danach aber auch wieder aufgebaut. Dabei wurde sie zu einem Warenhaus umgebaut. Heute steht das Gebäude leer und verfällt.

## Architektur
Das Äußere ist bis zum Dachsims in der ursprünglichen Form mit Maßen von 15,70 × 20,10 m bei einer Höhe von 7,00 m erhalten. Die Wände sind aus großen Schottersteinen und Backsteinen errichtet, der neue Dachgiebel aus Backsteinen. Das Dach ist mit Asbestplatten abgedeckt.
Zwei Fensterebenen unterteilen die Außenwände; die unteren Fenster waren rechteckig und die oberen hatten einen Rundbogen. Einige der Fenster und die Bögen sind heute zugemauert.
Im Inneren ist die ursprüngliche Form (Vorhalle, Hauptraum, Frauenräume) kaum noch zu erkennen. Neben der Aufteilung in zwei Räume wurde auch eine zweite Etage eingezogen. Die Decke wird im Erdgeschoss durch Backsteinpfeiler und im oberen Stockwerk durch Holzsäulen gestützt.
Die Nische des Toraschreins ist an der Ostwand noch vorhanden, wird aber von einem Backsteinpfeiler geteilt.